# Brtnice (řeka)
Brtnice, nazývaná též Brtnička, je říčka v Kraji Vysočina. Je to pravostranný přítok řeky Jihlavy. Celková délka říčky je 30,3 km. Plocha povodí měří 122,1 km². V historii proběhly spekulace o možném vytvoření přehrady na řece Brtnici. V řece se dříve těžilo zlato, nejstarší písemné prameny o těžení zlata na řece Brtnici pochází z roku 1345.

## Průběh toku
Říčka pramení u obce Lesná v nadmořské výšce cca 660 m. Na horním a středním toku teče převážně severním směrem a napájí řadu rybníků. Protéká Lesnou, Předínem, Opatovem, Kněžicemi a městem Brtnicí. Na dolním toku, u Komárovic, se řeka obrací k východu a vytváří hluboké zalesněné údolí, které bylo v roce 2001 vyhlášeno přírodní rezervací. Nedaleko jejího ústí se na skalnatém návrší nad jejím pravým břehem tyčí zřícenina hradu Rokštejn. Níže po proudu, nedaleko Přímělkova, se Brtnice vlévá do řeky Jihlavy na jejím říčním kilometru 123,4.

### Větší přítoky
- levé – Hladovský potok, Karlínský potok, Bělohlávek, Kněžický potok, Jestřebský potok
- pravé – Koryta

## Vodní režim
Průměrný průtok u ústí činí 0,71 m³/s.
Hlásný profil:
| místo   | říční km | plocha povodí | průměrný průtok | stoletá voda |
| ------- | -------- | ------------- | --------------- | ------------ |
| Brtnice | 11,90    | 97,67 km²     | 0,58 m³/s       | 40,0 m³/s    |

## Galerie

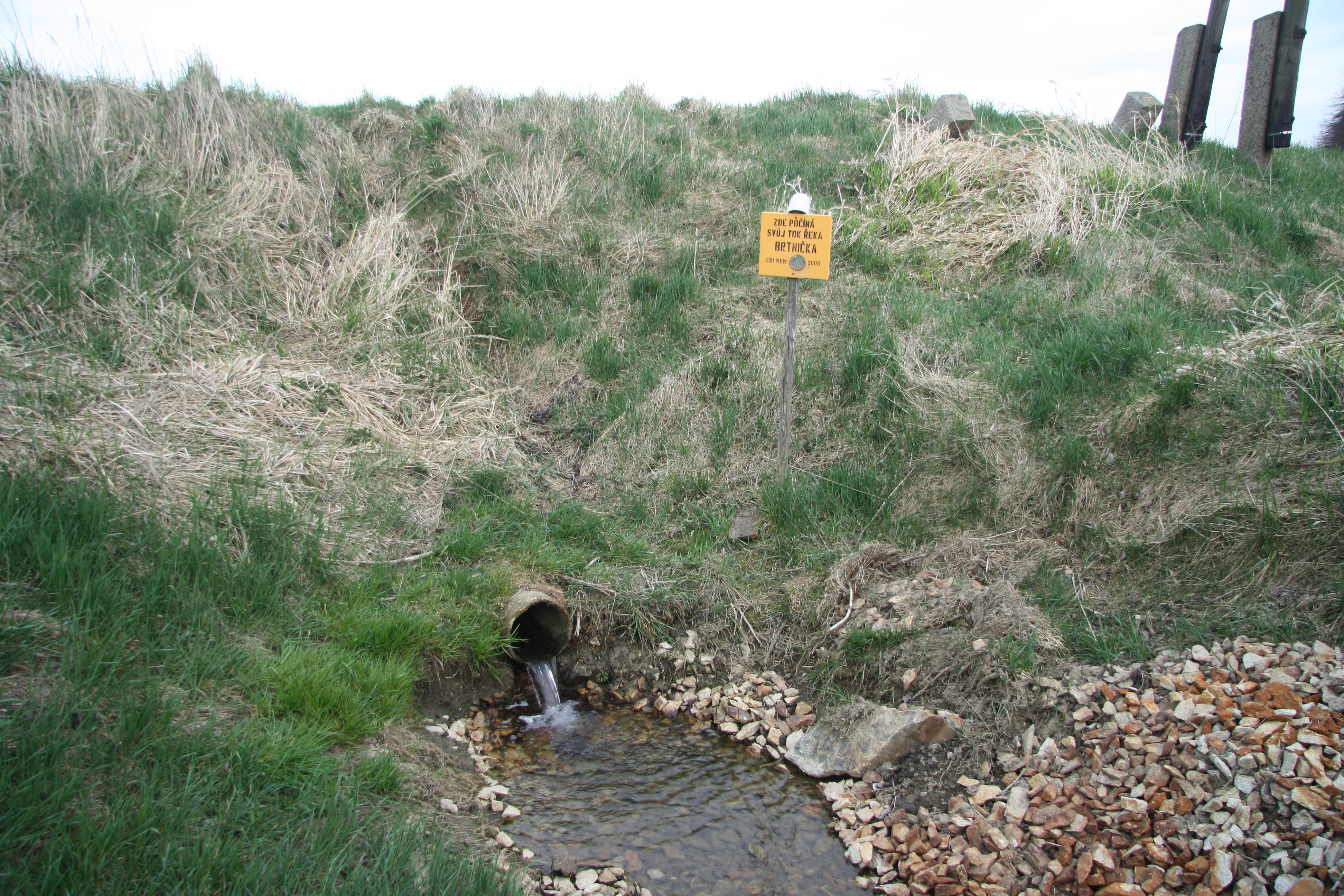
Pramen řeky na území obce Lesná
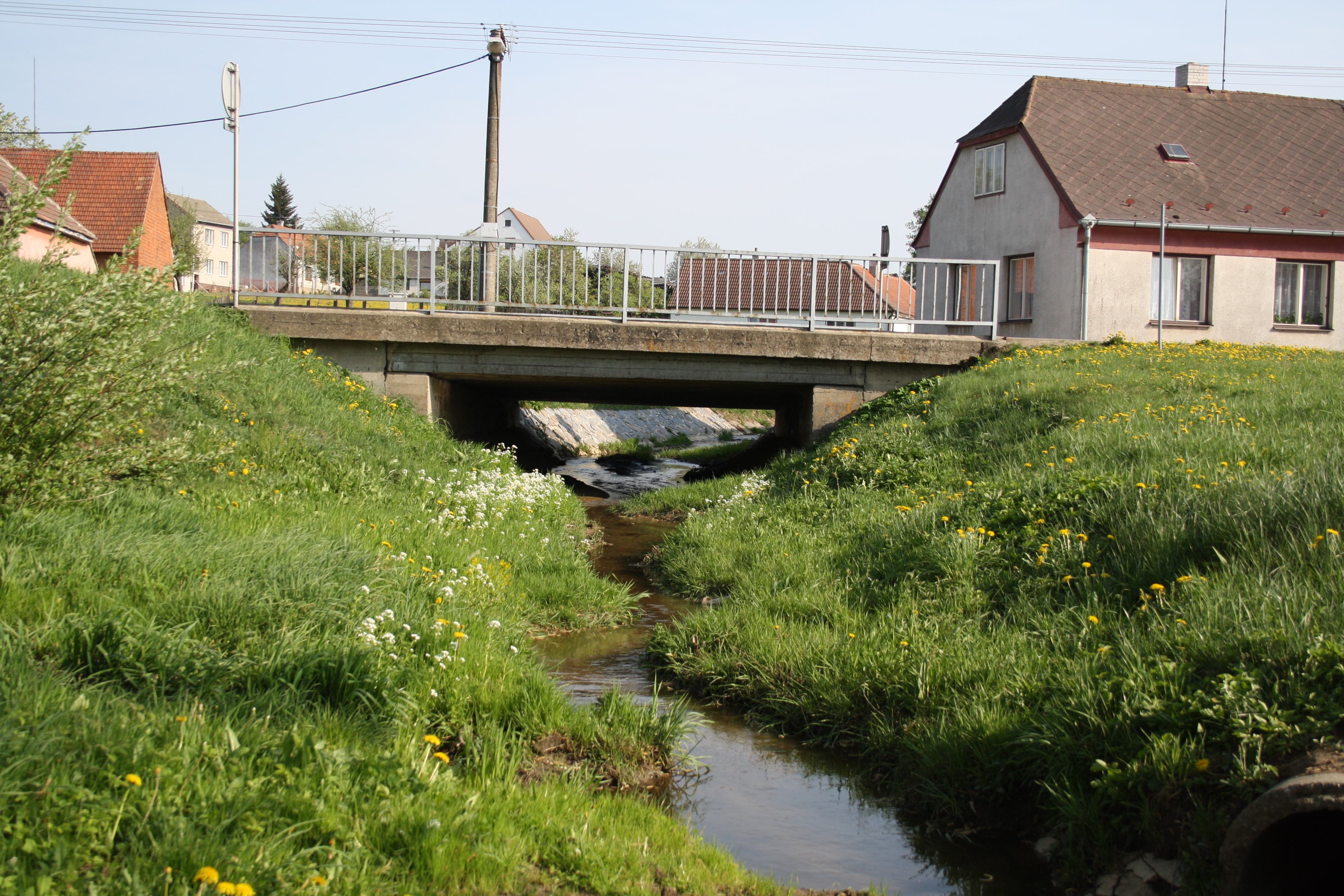
Brtnice v Předíně
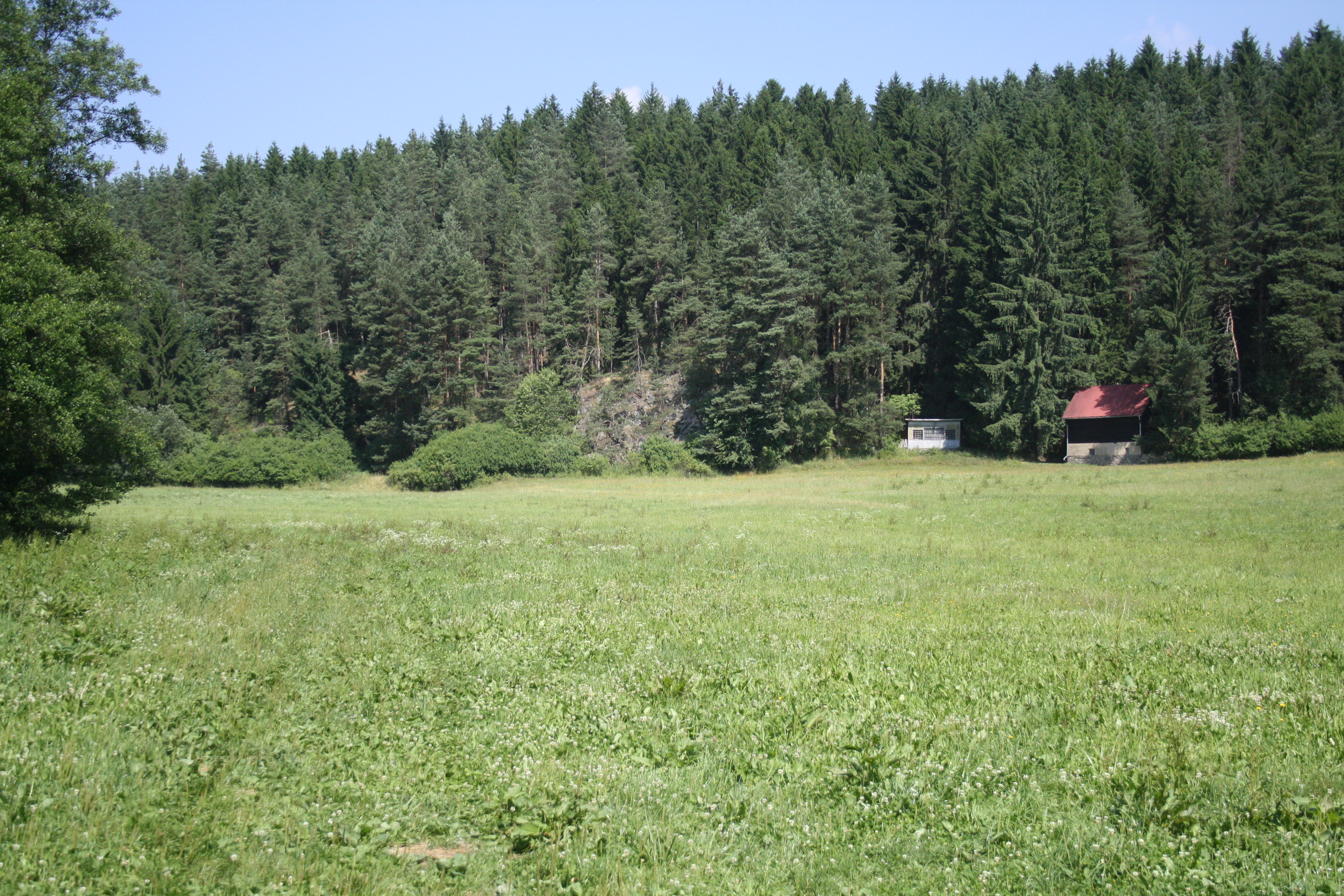
Přírodní rezervace Údolí Brtnice